# Lac Logipi
Le lac Logipi est un lac de soude, salé situé à l'extrémité nord de la vallée de la Suguta, dans le nord du Kenya. Il est séparé du lac Turkana par un complexe volcanique, un groupe de volcans récents entré plusieurs fois en éruption à la fin du XIXe et au début du XXe siècle. Des sources d'eau chaude et salée s'écoulent dans le lac sur sa rive nord et aux environs de Cathedral Rocks, près de son extrémité méridionale, ce qui permet de maintenir un minimum de niveau d'eau en période d'extrême aridité. Durant la saison humide, le lac est alimenté par la rivière Suguta, un cours d'eau non-permanent qui coule vers le nord le long de la vallée de la Suguta, et qui forme saisonnièrement un lac temporaire, le lac Alablab, qui rejoint le Logipi.
Sa profondeur maximale atteint 3 à 5 mètres et il fait alors 6 kilomètres de large et 3 kilomètres de long. Ses eaux sont chargées en bicarbonate de sodium et présentent un pH de 9,5 à 10,5 et une salinité allant de moins de 20 g/l à plus de 50 g/l. Des efflorescences de sel formant des croûtes (trona) se trouvent sur ses bords. De nombreux flamants fréquentent les eaux salées et se nourrissent de cyanobactéries, telles la spiruline et autres planctons,.